# Louis Auguste Fulcher de Monistrol
Louis Augustin Fulcher de Monistrol, né le 22 septembre 1774 à Lorient et mort le 30 mars 1846 à Paris, est un général français de la révolution et de l’Empire.

## États de service
Il entre en service en 1789, comme dragon à Lorient. Le 25 décembre 1792, il est nommé lieutenant au 109e régiment d’infanterie et le 16 juin 1793, il devient capitaine au 106e régiment d’infanterie.
De 1793 à 1796, il est affecté à l’armée de l’Ouest et des Côtes de Brest et il participe à la lutte contre les Chouans. Le 6 avril 1797, il est réformé.
Le 22 décembre 1799, il est remis en activité pour servir auprès du général Ferrand. Le 10 juillet 1801, il sert auprès du général Decaen, comme chef d’état-major et le 26 février 1803, il est nommé chef de bataillon. 
De 1803 à 1810, il est affecté à l’île de France et il est fait prisonnier par les Anglais le 3 décembre 1810 lors de la capitulation de l’île. Il est nommé adjudant-commandant le 9 juin 1808.
De retour en France le 16 avril 1811, il est mis à la disposition du Ministre de la Guerre et le 20 novembre 1811, il est sous-chef d’état-major du général Decaen à l’armée de Catalogne. Il est fait chevalier de la Légion d’honneur le 19 décembre 1811. Le 1er avril 1813, il passe chef d’état-major du général Lamarque et il est promu officier de la Légion d’honneur le 25 novembre 1813.
Il est nommé général de brigade le 20 janvier 1815, lors de la Première Restauration et il assume les fonctions d’inspecteur d’infanterie jusqu’à sa mise à la retraite. Il est fait chevalier de l’ordre de Saint-Louis.
Il meurt à Paris le 31 mars 1846.

## Sources
- Thierry Pouliquen, « Les généraux français et étrangers ayant servis [sic] dans la Grande Armée » (consulté le 18 novembre 2013)
- « Cote LH/1908/19 », base Léonore, ministère français de la Culture
- (pl) « Napoléon.org.pl »